# Landhuis (gebouw)

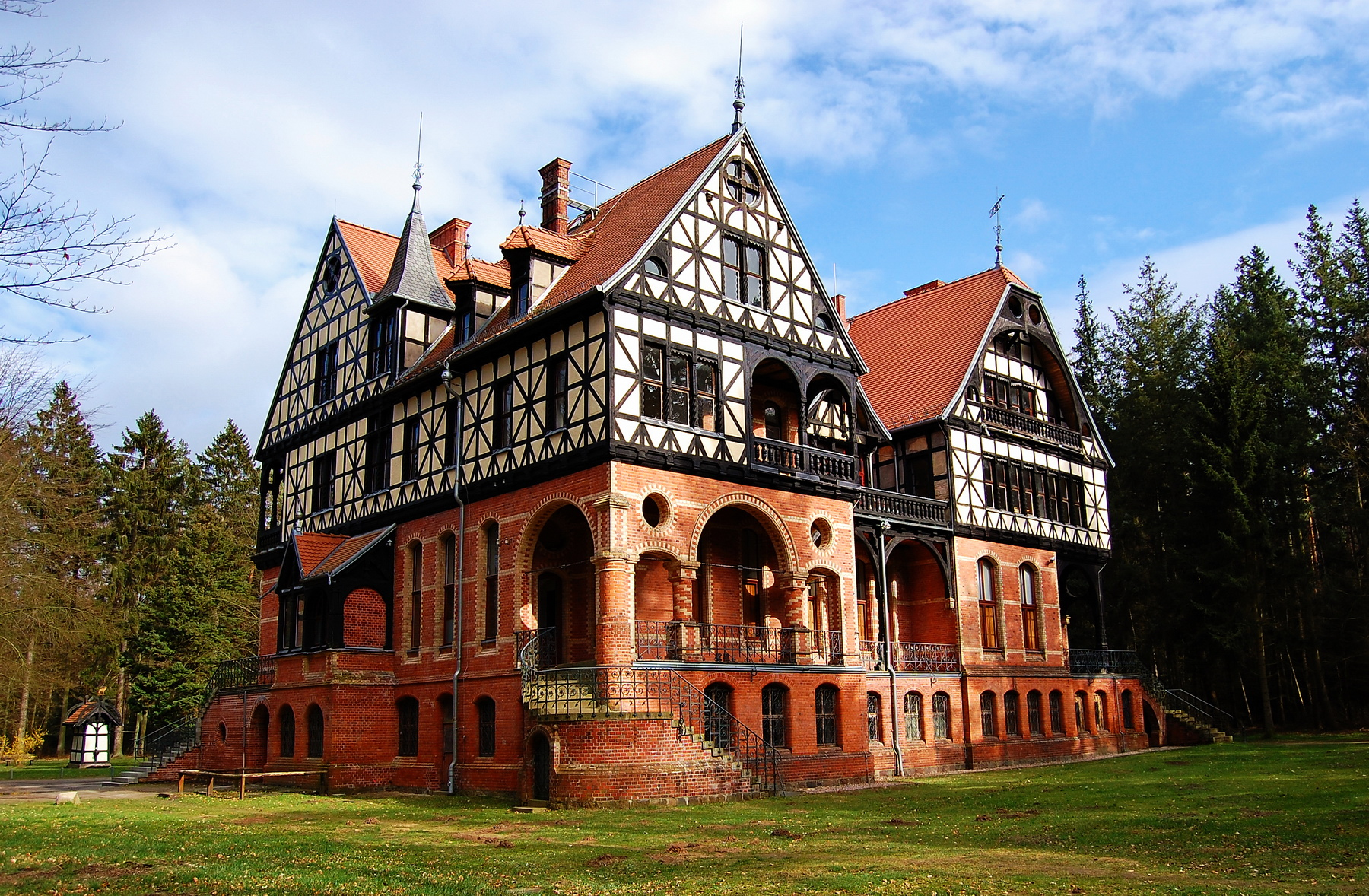
Gelbensande Manor, een landhuis uit 1885 in Gründerzeit- stijl gebouwd voor de jacht, nabij Rostock, Duitsland.

Een landhuis is een groot woonhuis. In de achttiende en negentiende eeuw werd meestal de naam landhuis gebruikt voor grote buitenverblijven in een landelijke omgeving. In het Nederlands wordt het ook een villa genoemd. Echter, villa's kunnen ook in de stad gebouwd worden, terwijl een landhuis echt in de landelijke omgeving is.

## Geschiedenis
Binnen een oude Romeinse stad konden woningen die eigendom waren van aristocratische of patriciërs erg uitgebreid en luxueus zijn. Dergelijke huizen op één heuvel in Rome werden zo uitgebreid dat de term paleisachtig werd afgeleid van de naam Palatijn en is de etymologische oorsprong van "paleis". Landhuizen van aanzienlijke omvang en statelijke betekenis worden dan ook paleizen genoemd.

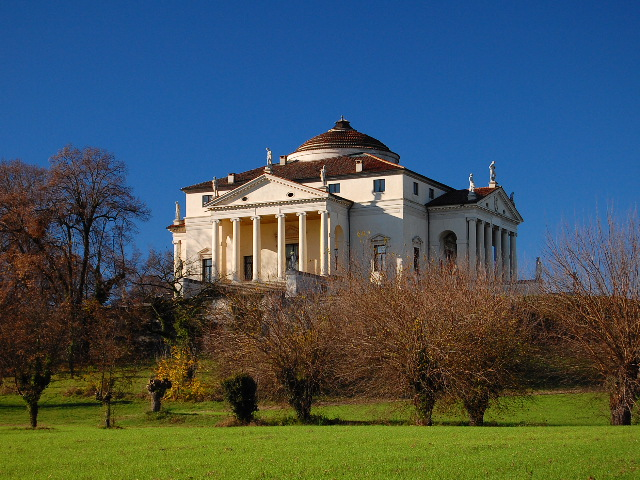
Renaissancevilla's zoals Villa Rotonda, te Vicenza waren inspiratie voor veel latere landhuizen, vooral tijdens de industrialisatie.

Na de val van Rome stopte de praktijk van het bouwen van onversterkte villa's. De oudste bewoonde landhuizen over de hele wereld begonnen over het algemeen als versterkte huizen in de middeleeuwen. Toen de belegeringen langzaam verminderden en fortificaties en kastelen minder nodig waren, werden de fortificaties verruild voor comfort en luxe. Het werd gebruikelijk en mogelijk voor huizen om schoon te zijn. Dit zorgde voor de ontwikkeling van het moderne landhuis.

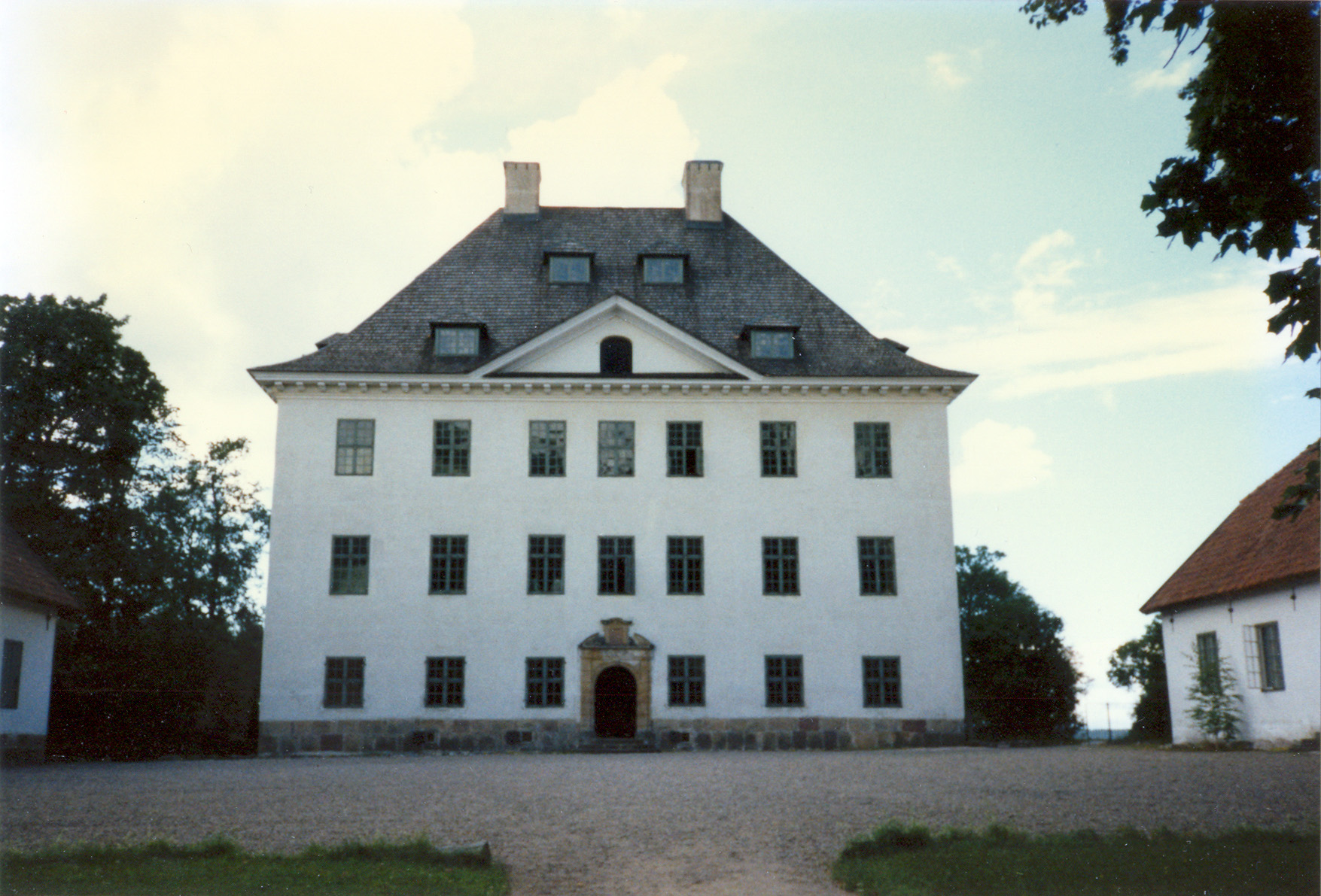
Louhisaari Manor, een landhuis in Palladiaanse stijl uit de 17e eeuw in Masku, Finland.

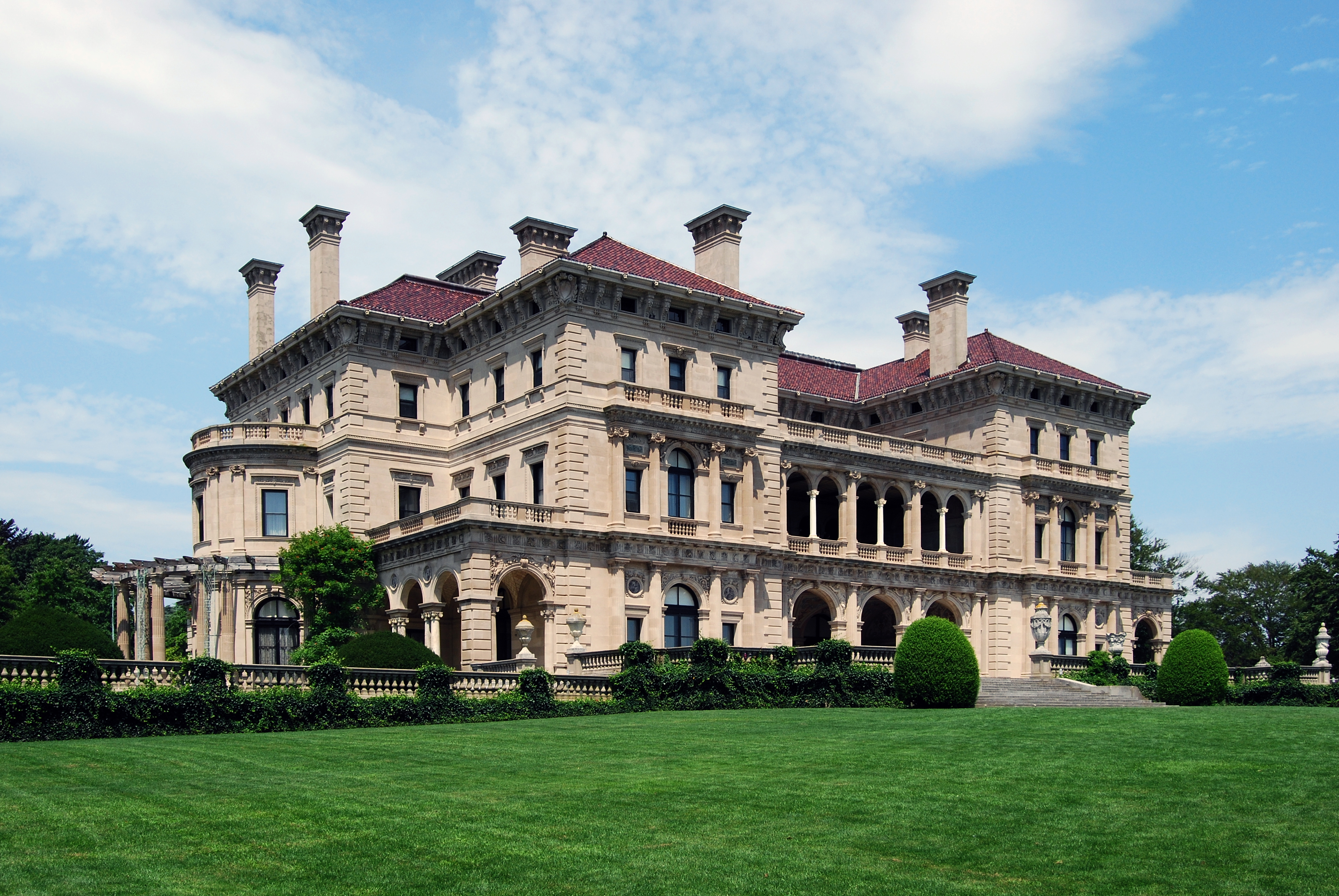
The Breakers te Newport, Rhode Island, gebouwd in neorenaissancestijl is een van de bekendste 19e-eeuwse landhuizen in de Verenigde Staten.

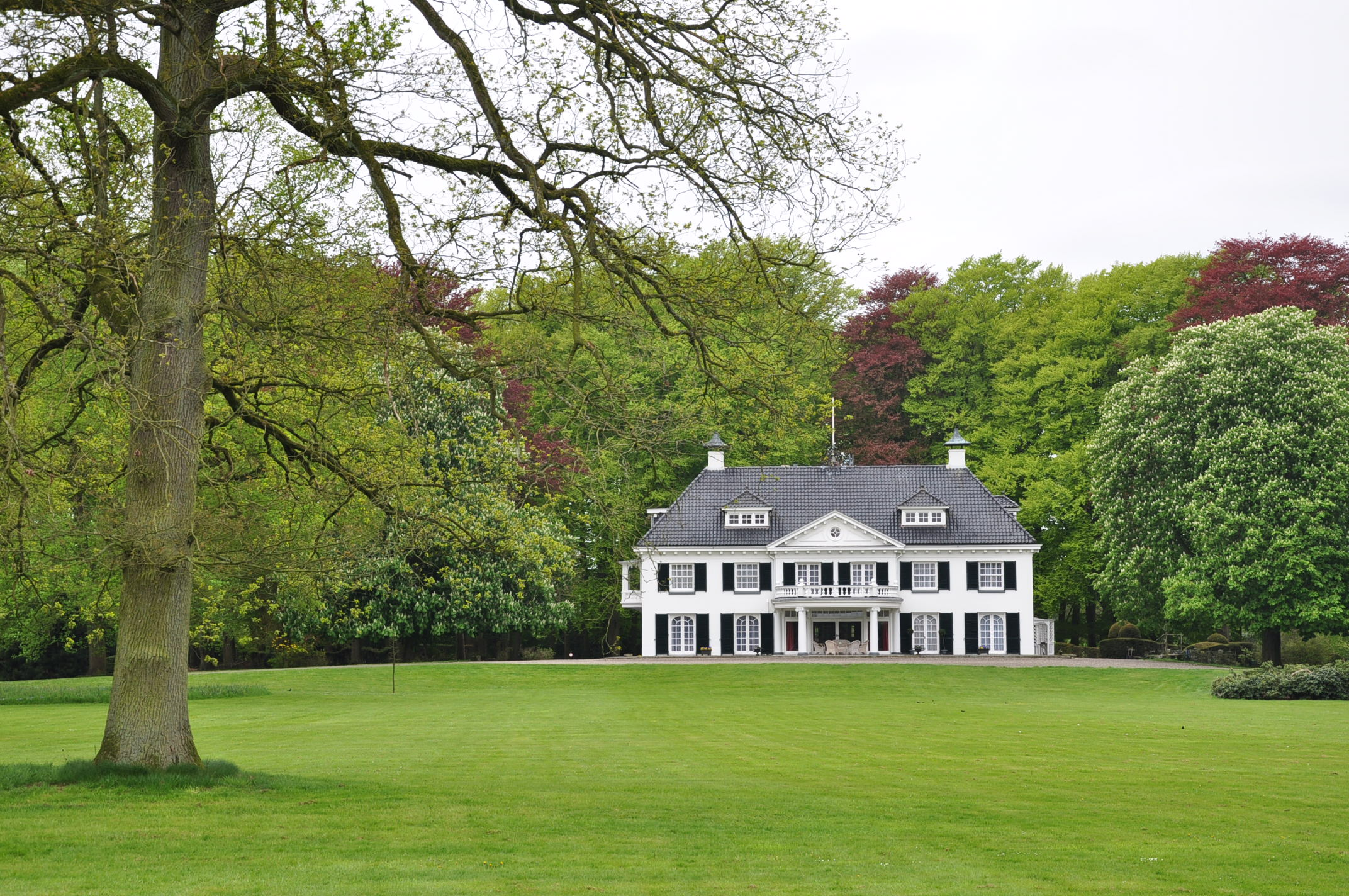
De Palladiaan inspireerde Zonnebeek (1907), Enschede, Nederland

In Europa, vanaf de 15e eeuw, maakte een combinatie van politiek en vooruitgang in moderne wapens de noodzaak voor de aristocratie om in versterkte kastelen te wonen teniet. Als gevolg hiervan werden velen omgevormd tot, of afgebroken en herbouwd in een modernere, niet-verdedigde stijl. Vanwege gemengde huwelijken en eerstgeboorterecht onder de aristocratie, werd het gebruikelijk dat een edelman vaak meerdere landhuizen bezat. Deze zouden het hele jaar door afwisselend worden bezocht terwijl hun eigenaar het sociale en sportieve circuit van landhuis naar landhuis bewoog. Veel eigenaren van een landhuis zouden ook een herenhuis in de hoofdstad van hun land bezitten.

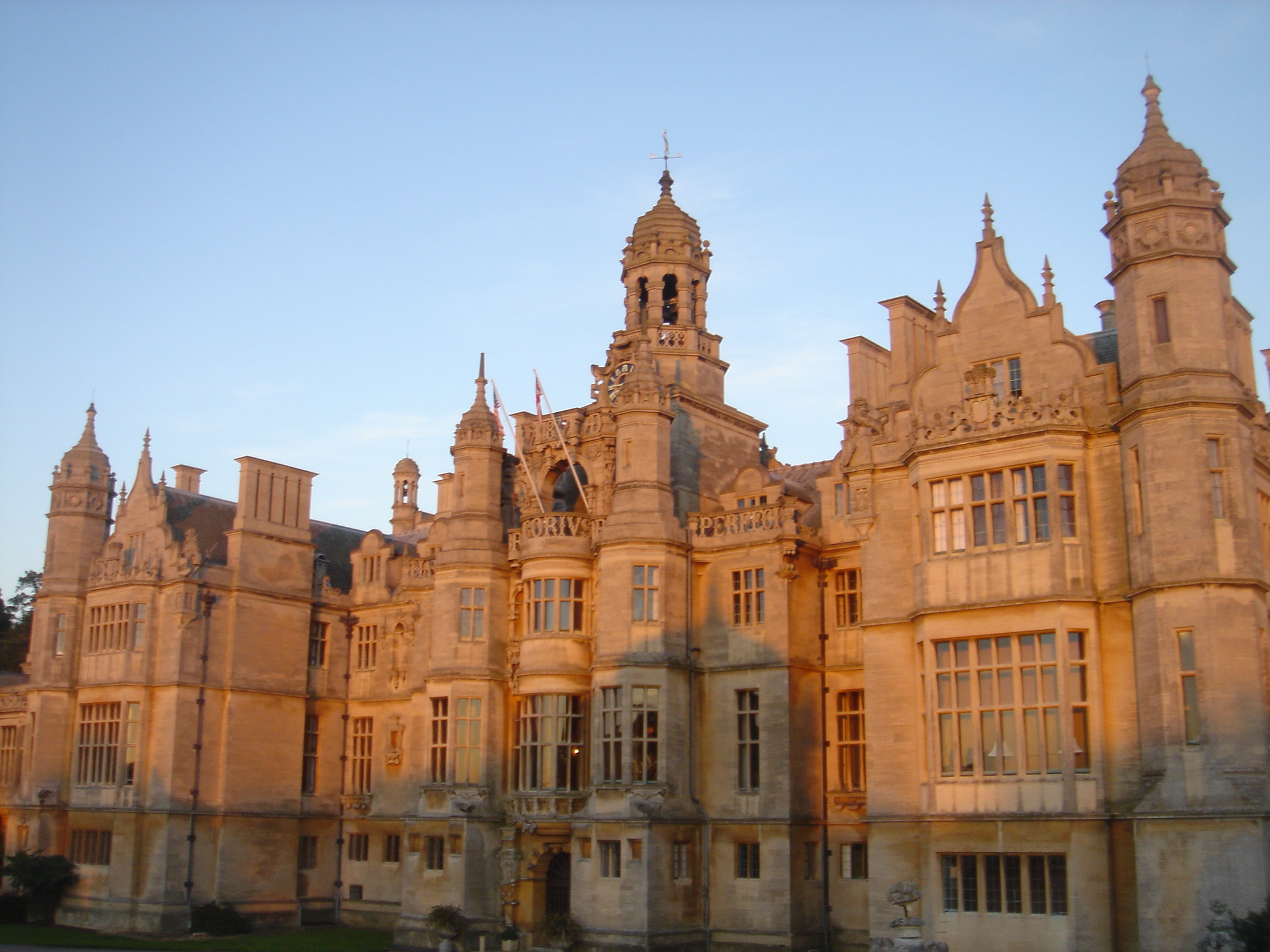
Harlaxton Manor, Engeland. Een 19e-eeuwse samenkomst van renaissance-, tudor- en gotische architectuur, welke 'Jacobethan produceerde - een populaire vorm van historistische landhuisarchitectuur

Naarmate de 16e eeuw vorderde en de renaissancestijl zich langzaam over Europa verspreidde, veranderden de laatste overblijfselen van de kasteelarchitectuur en het leven; de centrale punten van deze grote huizen werden overbodig omdat eigenaren gescheiden van hun bedienden wilden leven en niet langer met hen aten in een grote zaal. Alle bewijzen en geuren van koken en personeel werden uit de belangrijkste delen van het huis verbannen naar verre vleugels, terwijl de eigenaren in luchtige kamers boven de begane grond begonnen te wonen, met privacy van hun bedienden, die nu opgesloten waren, tenzij vereist, naar hun specifiek gedelegeerde ruimtes - vaak de begane grond of de bovenste zolderverdieping. Dit was een periode van grote sociale verandering, aangezien de geschoolden trots waren op de Verlichting.

## Grootte
Een huis wordt door makelaars een landhuis genoemd als de vloeroppervlakte een minimum van 740 vierkante meter bestrijkt.